# John Williamson (economista)
John Williamson (Hereford, 7 giugno 1937 – Chevy Chase, 11 aprile 2021) è stato un economista britannico, famoso per aver elaborato nel 1989 una teoria economica denominata Washington consensus..
Creò 10 regole che sono state imposte dalla Banca Mondiale, dal Fondo Monetario Internazionale e dal governo degli Stati Uniti alle nazioni in via di sviluppo. Arrivò ad opporsi fortemente al modo in cui quelle raccomandazioni sono state effettivamente imposte e al loro uso da parte dei neoliberisti. Fu inoltre noto soprattutto per aver elencato e standardizzato la lista di riforme strutturali che uno stato deve applicare per avere accesso ai fondi del Fondo Monetario Internazionale e della Banca Mondiale.
Fu senior fellow presso il Peterson Institute for International Economics dal 1981 fino al suo pensionamento nel 2012. Durante questo periodo, fu direttore del progetto per il Gruppo di Alto Livello delle Nazioni Unite sul Finanziamento dello Sviluppo nel 2001. Fu anche in congedo come capo economista per l'Asia meridionale presso la Banca Mondiale nel 1996-99, consulente del Fondo Monetario Internazionale dal 1972 al 1974 e consulente economico del Tesoro del Regno Unito dal 1968 al 1970. È stato anche professore di economia alla Pontifícia Universidade Católica do Rio de Janeiro (1978-81), all'Università di Warwick (1970-77), al Massachusetts Institute of Technology (1967, 1980), all'Università di York (1963-68) e all'Università di Princeton (1962-63).

## Biografia
John Harold Williamson nacque a Hereford nel 1937. Si diplomò alla Hereford High School for Boys e inizialmente pianificò di studiare ingegneria civile. Tuttavia, il suo preside lo convinse a fare economia e decise di frequentare la London School of Economics. Si laureò con un B.Sc in economia nel 1958.
Dopo la laurea, Williamson prestò servizio militare obbligatorio per due anni nella Royal Air Force. Condusse ricerche operative presso il Dipartimento del Consigliere Scientifico del Ministero dell'Aeronautica a Whitehall. Frequentò la scuola di specializzazione all'Università di Princeton, ottenendo un dottorato di ricerca in economia nel 1963. Fu influenzato dai corsi che seguì con noti economisti, tra cui Oskar Morgenstern, William Baumol e Richard E. Quandt. La sua tesi, intitolata "Patent Licensing and Royalty Terms", esplorò le nuove basi teoriche proposte per la politica di licenza dei brevetti e le disposizioni sulle royalty.

## Carriera
Il primo incarico accademico di Williamson fu presso l'Università di York, dove insegnò microeconomia. A quel tempo, c'erano altri quattro professori nel dipartimento di economia: Alan T. Peacock, Jack Wiseman, John Hutton e Douglas Dosser. Nel suo quarto anno a York, Williamson divenne visiting professor presso il dipartimento di economia del Massachusetts Institute of Technology (MIT), dove lavorò al fianco di Joseph Stiglitz, Charles Kindleberger, Paul Samuelson e Tony Atkinson.
Nell'ottobre 1968, Williamson fu nominato consigliere del Tesoro di Sua Maestà. È stato incaricato di supervisionare le relazioni con la Comunità economica europea, in particolare con la Francia. Sviluppò nuove previsioni su come si prevedeva che i mercati di esportazione britannici si espandessero a seguito di varie raccomandazioni politiche. C'era anche un comitato, presieduto da Sir Douglas Allen, che formò le opinioni britanniche sulla riforma monetaria internazionale. I tassi di cambio erano l'obiettivo principale del Tesoro, poiché i diritti speciali di prelievo del FMI erano stati recentemente introdotti. 
Mentre prestava servizio al Tesoro, a Williamson furono offerte cattedre di economia dall'Università di Manchester, dall'Università di Nottingham e dall'Università di Warwick. Alla fine accettò quest'ultima perché era attratto dalle teorie e dalla ricerca delle nuove università. Lì diventò professore onorario e tenne corsi di economia internazionale e macroeconomia. Mentre era a Warwick, Williamson prese un congedo per lavorare come consulente del Fondo Monetario Internazionale. Sostituì Fred Hirsch come consigliere senior. Dopo due anni, tornò a Warwick dove pubblicò The Failure of World Monetary Reform, 1971-74 (1977). In questa veste, si guadagnò una reputazione internazionale per i suoi contributi. L'Istituto brasiliano di geografia e statistica (Instituto Brasileiro de Geografia e Estatística) gli offrì un posto per iniziare il suo programma di laurea in economia. Offrì approfondimenti sulle ragioni del contesto inflazionistico del Brasile, iniziando il percorso del paese verso una stabilizzazione di successo nel 1922.
Dopo essere stato visiting professor di economia presso la Pontifícia Universidade Católica do Rio de Janeiro, Williamson entrò a far parte dell'allora Institute for International Economics come Senior Fellow nel 1981. Lì sviluppò ulteriormente la ricerca sulla cooperazione monetaria internazionale. Pubblicò anche un libro di testo, The Exchange-Rate System; L'economia aperta e l'economia mondiale (1983). Si unì al primo gruppo di studiosi dell'istituto, lavorando al fianco di William Cline e Gary Hufbauer.

### Washington Consensus
Nel 1989 ha coniato il termine "Washington Consensus" per descrivere le riforme politiche che il Fondo Monetario Internazionale, la Banca Mondiale e il Tesoro degli Stati Uniti hanno sostenuto per le economie dei mercati emergenti. Il termine è nato da una pubblicazione, "What Washington Means by Policy Reform" (1990) che descriveva ciò che i paesi dovrebbero fare secondo le convinzioni delle istituzioni con sede a Washington. È diventato più noto dopo una conferenza presso l'Institute for International Economics. Molti dei presenti, tra cui Allan Meltzer, Richard Feinberg e Stanley Fischer, erano ricettivi all'idea. La proposta ricevette in particolare il rifiuto di Rudi Dornbusch; affermò: "Williamson si è arreso a Washington".
Il termine ha guadagnato popolarità, sia come descritto da Williamson che nella sua forma attuale. I critici del Washington Consensus sostengono che esso sostiene la completa libera circolazione dei capitali. Tuttavia, la concettualizzazione del consenso di Williamson del 1989 includeva solo gli investimenti diretti esteri. Ha collegato queste raccomandazioni politiche alla sua difesa delle zone target e delle fluttuazioni limitate dei tassi di cambio. L'elenco delle dieci politiche comprendeva raccomandazioni politiche generali per la stabilizzazione economica: liberalizzazione degli investimenti diretti esteri (IDE), certezza legale dei diritti di proprietà e liberalizzazione del commercio, tra le altre.
Da quando il termine è entrato nel discorso pubblico, è stato male interpretato e distorto dal suo significato originale.  Williamson sosteneva che le linee guida avevano lo scopo di stabilire la stabilità economica attraverso istituzioni stabili e cooperazione. Le sue politiche erano state anche collegate alle politiche neoliberiste di Ronald Reagan e Margaret Thatcher, che non gli piacevano.  Invece, Williamson ha sostenuto che si trattava di una serie di raccomandazioni, non di requisiti, per i paesi dell'America Latina. Alcuni politici, in particolare l'ex ministro delle finanze del Brasile Luiz Carlos Bresser-Pereira, hanno riconosciuto che il termine era stato usato al di fuori del contesto originale. Sentiva anche che la difesa della stabilizzazione economica attraverso le sue politiche non era necessariamente neoliberista. In seguito ha incluso una serie aggiornata di proposte politiche al Washington Consensus in "Cosa dovrebbe pensare la Banca Mondiale del Washington Consensus?" (2000). Joseph Stiglitz, ex capo economista della Banca Mondiale e presidente del Council of Economic Advisers, non ha obiettato al Washington Consensus in sé, ma alle politiche neoliberiste che i politici hanno adottato.  Ha osservato, all'epoca, che le politiche erano appropriate per alcuni paesi dell'America Latina, ma non per molti altri. Più recentemente, gli economisti hanno riconosciuto che il termine è stato frainteso dal suo significato originale, in particolare per quanto riguarda l'apertura del conto capitale. Williamson e altri hanno sostenuto i controlli prudenziali sui capitali per i paesi in via di sviluppo attraverso sforzi di coordinamento internazionale. Come hanno osservato Narcís Serra, Shari Spiegel e Joseph E. Stiglitz, "il Washington Consensus è stato associato al 'fondamentalismo del mercato', l'idea che i mercati risolvano da soli la maggior parte, se non tutti, i problemi economici, punti di vista da cui Williamson ha accuratamente preso le distanze".
Nel 2012, gli studiosi hanno discusso su un nuovo termine per descrivere la crescita economica della Cina. Il dirigente d'azienda Joshua Cooper Ramo ha coniato il termine Beijing Consensus per inquadrare lo sviluppo economico della Cina come un'alternativa al Washington Consensus. I tre orientamenti proposti sono stati: 1. l'impegno per l'innovazione, 2. l'accento posto sulla crescita sostenibile attraverso misure che si affiancano al PIL, e 3. una politica di autodeterminazione. A sua volta, Williamson sosteneva che il Consenso di Pechino comprendeva cinque punti principali: 1. riforma incrementale, 2. innovazione, 3. crescita trainata dalle esportazioni, 4. capitalismo di Stato, e 5. autoritarismo. Alla luce di questo cambiamento, Williamson sosteneva che i paesi occidentali dovrebbero modificare le loro politiche attraverso la crescita guidata dalle esportazioni, i controlli prudenziali sui capitali e le politiche fiscali.